# Яценко Леонід Петрович
Леоні́д Петро́вич Яце́нко  (*25 квітня 1954, Степанівка (Ємільчинський район) — професор, доктор фізико-математичних наук, колишній директор, наразі завідувач відділу Інституту фізики НАН України, Академік Національної Академії Наук України.
Голова Національного фонду досліджень України (з 7.3.2019).

## Освіта
1970 року вступив до Київського національного університету імені Тараса Шевченка на Радіофізичний факультет. 

1973 року переведений на Спеціальний факультет фізики Московського інженерно-фізичного інституту (МІФІ), який закінчив в 1976 році (спеціальність — фізика твердого тіла). 

1976—1979 — аспірантура ФІАН ім. П. М. Лєбедєва.

## Наукові ступені
1980 року в ФІАН захистив кандидатську дисертацію за темою «Теоретичне дослідження впливу макроскопічних параметрів на характеристики оптичних стандартів частоти» (науковий керівник — Собельман І. І.).

1996 року в ІФ НАН України захистив докторську дисертацію за темою «Резонансні явища в газових лазерах».

## Професійна діяльність
- Молодший науковий співробітник, Інститут фізики НАН України, Київ (1979—1986), старший науковий співробітник, Інституту фізики НАН України, Київ (1986—1997), провідний науковий співробітник, лабораторія лазерної спектроскопії, Інститут фізики НАН України, Київ (1997 — дотепер), з 2008 року- директор Інституту фізики НАН України.
- Професор-гість Університету Кайзерслаутерна[de] (7 разів по 3 міс.)
- Professor Associe 2c в Університеті Діжона (Франція) (4 рази по 1 міс.),
- Професор-гість Університету Стоні Брук, США (4 рази, загалом 3 міс.).

## Головні наукові інтереси
Фізика лазерів, нелінійні та когерентні ефекти при взаємодії лазерного випромінювання з атомами та молекулами, керування рухом атомів та молекул лазерним випромінюванням (світловий тиск та охолодження), когерентний лазерний контроль, спектроскопія надвисокої роздільності, лазерні стандарти частоти.
Відзнаки: лауреат Державної премії України 1998 року за цикл робіт «Фізичні основи, розробка та створення високостабільних лазерних систем для метрології, аналітичних вимірювань та фундаментальних досліджень», лауреат конкурсу «Вчені та викладачі» Міжнародного фонду «Відродження» 1998 р.

## Членство в НАН України
Українське фізичне товариство, національний експерт Лазерної асоціації СНД, Спеціалізована рада по захисту дисертацій при ІФ НАН України, Вчена рада ІФ НАН України. Академік Національної Академії Наук України

## Гранти
Керівник проєктів по грантах ISF (соросівський), INTAS, УНТЦ, спільний грант DFG (Німеччина) та НАН України, грант NATO, гранти Державного фонду фундаментальних досліджень.
Педагогічна діяльність: науковий керівник трьох захищених кандидатських дисертацій, науковий керівник аспіранта першого та аспіранта другого року навчання, цикл лекцій «Когерентні ефекти при взаємодії світла з вільними атомами та молекулами» для студентів радіофізичного факультету КДУ, професор з 2001 року.
Публікації: монографія Данилейко М. В., Яценко Л. П. «Резонансные явления в кольцевых газовых лазерах», Наукова думка, 1994, 120 наукових статей (серед яких Phys. Rev. Letters — одна, Phys. Rev. A — одинадцять), 17 авторських свідоцтв та патентів, Доповіді на запрошення на міжнародних конференціях: «Recent progress in the laser control methods based on adiabatic passage» на 2001 Optical Society of America Annual Meeting, запрошено на CLEO/EUROPE-EQEC 2003 з доповіддю «Dynamics of Coherent Excitation of Atoms and Molecules: Basic Problems and Applications».

## Найважливіші наукові результати
- Запропоновано, обґрунтовано та реалізовано новий метод лазерної спектроскопії високого розділення — внутрішньорезонаторну частотно-модуляційну спектроскопію, з роздільною здатністю 5×1010. Використання цього методу для виділення надвузьких резонансів дало змогу досягти стабільності частоти випромінювання He-Ne/CH4 лазера 7×10-15 за часу усереднення 100 с.
- Розроблено теорію резонансних явищ в газових лазерах, яка дала змогу описати фізику формування надвузьких резонансів у кільцевих та лінійних лазерах зі внутрішньо-резонаторним нелінійним поглинанням.
- Передбачено і вперше спостережено явище стимульованого світлового тиску на атоми в модульованих зустрічних лазерних хвилях, сила якого не є обмеженою часом життя атомного рівня, як це характерно для звичайного радіаційного резонансного тиску.
- Вперше спостерігалось відхилення молекул резонансним лазерним полем і запропоновано концепцію оптики молекулярних пучків.
- Розвинуто теорію когерентної адіабатичної взаємодії лазерного випромінювання з атомами та молекулами і розроблено нові методи керування квантовим станом атомів та молекул, що ґрунтуються на ідеї адіабатичного проходження. Запропонований та експериментально реалізований метод індукованого зсувом Штарка адіабатичного проходження дає змогу інвертувати дворівневу систему зі стовідсотковою ефективністю, що відкриває, наприклад, нові можливості створення джерел інтенсивного ВУФ випромінювання.